# 銭元瓘
銭 元瓘（せん げんかん）は、十国呉越の第2代王。もとの名は伝瓘。武粛王銭鏐の七男。

## 生涯
天復2年（902年）、唐により鎮海節度使に任命された銭鏐は杭州を攻撃して来た宣州刺史の田頵から人質の提供を求められた。他の兄弟がことごとく敵陣に向かうことを拒否する中、伝瓘のみが人質となることを志願した。後に帰還した伝瓘は、成人後に呉越の軍勢を率いて各地を転戦するなどの武功を上げた。これらの活躍により、銭元璲・銭元懿（銭元璹）・銭元璙らの諸兄に譲られる形で武粛王の後継者となった。
宝正7年（932年）、武粛王の薨去に伴い後を継いだが、王を名乗らなかった。この時に元瓘と改名している。長興4年（933年）には後唐の明宗により呉王に、清泰元年（934年）には呉越王に封じられている。天福2年（937年）、後唐に取って代わった後晋の高祖により呉越王に封じられている。
天福6年（941年）に火災による負傷が元で薨去、享年55。天福7年（942年）2月、龍山（現在の浙江省杭州市西湖区玉皇山）の南に埋葬された。

## 家族

### 父母
- 祖父：英顕王 銭寛
- 祖母：趙国太玄夫人水丘氏
- 父：武粛王 銭鏐
- 母：昭懿夫人陳氏

### 妻妾
- 恭穆夫人馬氏 - 馬綽の娘
- 恭懿夫人呉氏 - 順徳王太后
- 仁恵夫人許氏
- 魯国夫人鄜氏
- 崔夫人、陳夫人、沈夫人、周夫人
- 田氏 - 田頵の娘

### 男子
- 銭弘僎 - 養子、瓊山侯
- 銭弘偁（銭弘儇）- 養子、諡は節恵
- 銭弘侑 - 養子、もとの姓名は孫本、西安侯
- 銭弘侒 - 養子、もとの姓名は銭仁沢、実父は銭元瓘の異母弟の銭元(王瞿)
- 銭弘僔 - 孝献世子
- 忠献王 銭弘佐
- 忠遜王 銭弘倧
- 銭弘偡 - 呉興恭義王
- 忠懿王 銭弘俶
- 銭弘億 - 奉国節度使、諡は康献
- 銭弘儀 - 開国彭城侯
- 銭弘偓 - 衢州刺史
- 銭弘仰 - 台州刺史、諡は成顕
- 銭弘儼（銭弘信）- 昭化節度使、諡は静宣

## 伝記資料
- 『呉越備史』巻3 文穆王
- 『十国春秋』巻79 呉越3 文穆王世家
- 『旧五代史』巻133 世襲列伝2